# Сосковець Олег Миколайович
Олег Миколайович Сосковець (11 травня 1949, місто Талди-Курган, тепер місто Талдикорган, Казахстан) — російський і казахський державний діяч, міністр металургії СРСР, перший заступник голови Уряду Російської Федерації. Народний депутат СРСР (1989—1991). Кандидат технічних наук (1985).

## Життєпис
Народився в родині робітників. У 1971 році закінчив завод-втуз при Карагандинському металургійному комбінаті за спеціальністю інженер-металург.
З 1971 по 1973 рік працював вальцівником листопрокатного цеху № 2 Карагандинського металургійного комбінату в місті Темиртау Казахської РСР. Член КПРС з 1972 по 1991 рік.
У 1973—1976 роках — майстер, начальник прокатного відділення листопрокатного цеху № 2, в 1976—1981 роках — заступник начальника, начальник листопрокатного цеху № 2, в 1981—1984 роках — начальник листопрокатного цеху № 1, у 1984—1987 роках — головний інженер — заступник директора Карагандинського металургійного комбінату.
У 1987—1988 роках — директор Карагандинського металургійного комбінату, в 1988—1991 роках — генеральний директор Карагандинського металургійного комбінату.
10 квітня — 28 серпня 1991 року — міністр металургії СРСР. 28 серпня — 26 листопада 1991 року — в.о. міністра металургії СРСР. З січня по березень 1992 року — президент корпорації «Росчормет».
У березні — вересні 1992 року — перший заступник прем'єр-міністра — міністр промисловості Республіки Казахстан в уряді Сергія Терещенка. З вересня 1992 року — президент Казахстанського союзу промисловців і підприємців.
З жовтня 1992 року — голова Комітету Російської Федерації з металургії.
30 квітня 1993 року указом президента Російської Федерації Бориса Єльцина Олег Сосковець призначений першим заступником голови Ради міністрів Російської Федерації. З грудня 1993 року, у зв'язку з перетворенням і реорганізацією Ради міністрів в Уряд Російської Федерації — перший заступник голови Уряду Російської Федерації.
На цих посадах займався кураторством 14 міністерств (у тому числі палива та енергетики, транспорту, зв'язку, шляхів сполучення, охорони здоров'я та медичної промисловості, атомної енергії) та очолював понад двадцять урядових комісій, включаючи Комісію з оперативних питань, Міжвідомчу комісію з військово-технічного співробітництва із зарубіжними країнами, Комісію з конкурентної політики, комісію з поліпшення системи платежів та розрахунків (квітень 1994 — січень 1995 року). Наприкінці 1994 року був призначений відповідальним за вирішення оперативних питань, пов'язаних з участю цивільних відомств у збройному конфлікті в Чечні.
Член партії «Наш дім — Росія» з 1995 року.
20 червня 1996 року указом президента РФ Бориса Єльцина Олега Сосковця було усунено з посади першого віце-прем'єра у зв'язку зі скандалом, пов'язаним з виносом з Будинку уряду коробки з-під паперу для ксероксу з півмільйоном доларів готівкою.
З 1996 року — президент Асоціації фінансово-промислових груп Російської Федерації.
З 2011 року — віце-президент Російської інженерної академії.
З 25 січня 2011 року — президент Російської спілки товаровиробників.

## Родина
- Син Олексій (нар. 1974)
- Дочка Наталія (нар. 1971) — одружена з Дмитром Альбертовичем Саламатіним, який був міністром оборони України в уряді Миколи Азарова.

## Нагороди і звання
- орден Пошани (Російська Федерація) (29.04.2019)
- орден Дружби(Російська Федерація) (26.12.2009)
- орден Достик (Казахстан)
- орден Барис ІІ ст. (Казахстан)
- орден Трудового Червоного Прапора
- медалі